# Olivier Levasseur
Olivier Levasseur (Calais, 1680 o 1690 - Reunión, 7 de julio de 1730), también llamado "El Gavilán", fue un pirata francés que operó en el Caribe, el Atlántico y el océano Índico durante la conocida como Edad Dorada de la Piratería.

## Biografía

Bandera pirata asociada a menudo con Olivier "La Buse" Levasseur.

### Primeros años
La mayoría de fuentes argumentan que nació en Calais en el seno de una familia burguesa, aunque uno de sus cautivos le identificó como canadiense. Es probable que comenzara su carrera como bucanero francés en torno a 1706, probablemente con una comisión como corsario durante la Guerra de Sucesión Española. Se sabe que se convirtió en pirata al final de dicha contienda, a bordo de un barco de cuatro cañones y cincuenta toneladas llamado La Postillon tras haber incitado a un motín.
A finales de 1715 se le empezó a conocer como "La Buse" y a mediados de 1716 se asoció con Benjamin Hornigold y Samuel Bellamy para navegar juntos, apresando un gran número de embarcaciones por el mar Caribe y las costas del Brasil. En 1717 rompió su asociación y se le avistó en lugares tan dispares como Newfoundland, la costa occidental de África y las islas de Cabo Verde, al mando de una fragata de veinte cañones y una tripulación de 250 hombres.

### Rumbo al Este
En 1718 fue arrinconado por el buque de guerra inglés HMS Scarborough, pero consiguió huir junto a un puñado de hombres a bordo de un barco pesquero. Al año siguiente se puso a las órdenes del capitán William Moody y provocó un motín a bordo de su nave, el Rising Sun, escapando después con un buque robado.
Levasseur volvió a las costas de África y se codeó con piratas de altura como Howell Davis, Richard Taylor, Jeremiah Cocklyn y James Plaintain. En esos tiempos acabó capturando el que sería su buque insignia, una nave de 250 toneladas y 28 cañones llamada Reine des Indes.
Pusieron rumbo a Madagascar y las Indias Orientales, donde la nave de Levasseur se fue a pique en la isla Mayotte. Se unió entonces a la tripulación de John Taylor como intendente de a bordo en el Victory, pero tras una votación, él y Taylor cambiaron posiciones. Se alió con el capitán Jasper Seager, del Cassandra, y piratearon juntos por las costas del Océano Índico.

### Nossa Senhora do Cabo
A principios de 1721, La Buse y Seager pusieron rumbo a la Isla Mauricio para carenar y hacer reparaciones y de camino se toparon con un botín inesperado en la isla Borbón (actual isla de Reunión). Se trataba del Nossa Senhora do Cabo, una fragata portuguesa construida por los portugueses y con un cargamento valiosísimo a bordo. Había sido desarbolada por una tempestad y solo tenía 21 cañones para protegerse, así que fue presa fácil para los piratas.
Cuenta la leyenda que el Nossa Senhora do Cabo estaba cargado de tesoros hasta la regala, y entre ellos se destacaba la fabulosa Cruz Ardiente de Goa, un crucifijo hecho de oro macizo y adornado con diamantes, rubíes y esmeraldas. Decían que solo la podían levantar tres hombres y que su valor ascendería hoy en día a 20 millones de dólares. Si bien el botín de la captura de esta nave fue productivo, no hay constancia del envío de una pieza semejante a bordo del Nossa Senhora do Cabo.
La Buse y Seager se repartieron el botín en la Bahía de San Agustín, al sudoeste de Madagascar, y convirtieron el Nossa Senhora do Cabo en su nuevo buque insignia, armado con 60 cañones y rebautizado como Defense.

### Caída
A mediados de 1722, Levasseur intentó desertar pero fue capturado y depuesto por su propia tripulación. Él y sus compinches fueron azotados y se les confiscó su parte del botín, lo que seguramente incluía su parte del botín del Nossa Senhora do Cabo, que pasó a formar parte del fondo común de la tripulación. 
La Buse volvería a tomar el mando en otoño de ese mismo año, pero fue abandonado por gran parte de sus hombres que decidieron aceptar amnistías del gobierno británico y francés. El gobierno francés le ofreció un indulto en 1724 pero él lo rechazó.
Trabajó como piloto local en aguas de Madagascar hasta que fue reconocido y capturado por una fragata francesa en abril de 1730. Fue juzgado, condenado y ahorcado por piratería tres meses más tarde en Isla Borbón.

## Leyenda

### Apodo
Aunque se le suele conocer como La Buse en los libros de Historia, también figura en crónicas de la época como "La Bouche" o "La Bouze" haciendo más difícil discernir el significado de su apodo. La mayoría de las fuentes lo asocia con el término francés para designar al ave rapaz conocida como Cernícalo, pero también hay quien considera que significa "Bocazas" o "Zote" en argot.

### Parche en el ojo
Algunas fuentes modernas aseguran que tapaba su ojo izquierdo con un parche para ocultar una cicatriz que se hizo escalando cuando era un muchacho y que eventualmente le dejó tuerto. No hay ninguna crónica o testimonio que pueda confirmar esta idea, que parece más asociada a la figura romantizada del pirata que a la realidad.

### Banderas
Curiosamente, tenemos constancia de un buen número de variaciones de la bandera pirata utilizadas por La Buse en sus correrías. Banderas avistadas por distintos buques mercantes y recogidas en diarios de navegación y avisos de aquellos que pudieron evitar su ataque o sobrevivieron al mismo:
- Cuatro calaveras, dos tibias cruzadas y dos lágrimas blancas sobre fondo negro.
- Un esqueleto que sujeta un reloj de arena, flanqueado por una espada que pende sobre un hombre de rodillas.
- Dos banderas blancas, una con una calavera negra y la otra con un esqueleto también negro. El modelo que es más asociado a La Buse y que utilizó más a menudo.

### El tesoro enterrado

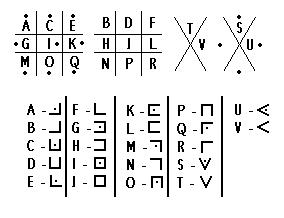
Alfabeto de Olivier Levasseur-.

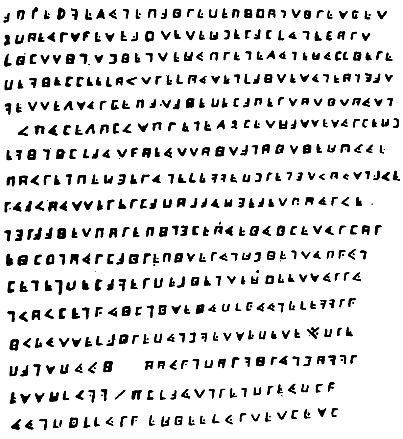
El Criptograma de Olivier Levasseur.

La leyenda dice que cuando él estaba en el cadalso que le llevó a la muerte, con la cuerda al cuello, lanzó a la multitud un criptograma, mientras que exclamaba:

¡Que encuentre mi tesoro, el que pueda entenderlo!

Hasta el día de hoy, muchos cazadores de tesoros han buscado su fabuloso tesoro, estimado en un valor de 100 millones de libras del Reino Unido (2005). En el documento hay algunas coordenadas y texto en un alfabeto misterioso. En este documentos se creyó ver la afirmación de la existencia de un tesoro en una isla localizada en el océano Índico. Sin embargo, el nombre de esa isla no se menciona en ninguna parte.
A principios del siglo XX, el escritor y conservador del departamento de estampas de la Biblioteca Nacional de Francia, Charles de la Roncière, dijo en una entrevista el 15 de julio de 1934 para el Milwaukee Journal, que había colaborado en el estudio de un criptograma que pertenecía a una mujer joven, cuyo nombre silenció (hoy se conoce como la sra. Savy, originaria de las islas Seychelles) que solicitó un libro llamado Las clavículas de Salomón. Su descifrado no fue nada concluyente, pero se lanzó a una búsqueda del tesoro. Hay varias hipótesis sobre la ubicación del tesoro: hay quien cree que se encuentra en  la isla de La Réunion, por supuesto, en las Seychelles, Rodrigues, Madagascar, Mayotte, la isla de Sainte-Marie. El buscador de tesoros Bibique pasó gran parte de su vida buscando en La Réunion. En Rodrigues, se estableció el abuelo paterno del escritor JMG Le Clézio, pasando unos veinte años en la isla en su búsqueda.
En 1947, el inglés Reginald Cruise-Wilkins estudió el problema y creyó descubrir que el caso tenía relación con Los doce trabajos de Heracles. Hasta 1970, buscó y cavó en la isla de Mahe (Seychelles). En una cueva, además de armas antiguas, algunas monedas, y otros restos fue lo único que encontró.
Es más que probable que el mito del tesoro enterrado de La Buse sea simplemente un mito ya que no tiene ninguna base sólida que pueda probar que realmente se embarcara un botín tan fabuloso a bordo de la nave que capturó.

## En la cultura popular
- Aparece en la serie de cómic francés Barbarroja, concretamente en el número 28 titulado "La Filibustera Sin Piedad".
- El mito de la Cruz Ardiente de Goa es la base de la cuarta entrega de la saga de novelas de Mark Keating sobre el pirata Patrick Devlin, titulada Fiery Cross.
- Es uno de los personajes principales en el juego de Ubisoft para móviles Assassin's Creed Pirates.
- Eiichirō Oda se inspiró en su criptograma, para crear al tesoro de Gol D. Roger del manga One Piece.
- Es un personaje en el videojuego Skull & Bones desarrollado por Ubisoft.
- En la película francesa Jack Mimoun et les secrets de Val Verde (2022), el personaje homónimo encuentra el tesoro de Levasseur, escondido en una isla del Océano Índico.